# Eremurus lactiflorus
Espèce
Classification phylogénétique
Eremurus lactiflorus, ou lis des steppes blanc de lait, est une espèce de lis des steppes de la famille des Xanthorrhoéacées, identifiée par Olga Fedtchenko dans les monts Tian  occidentaux au début du XXe siècle.

## Description
Le lis des steppes blanc de lait est une plante vivace herbacée qui peut atteindre 80 cm de hauteur (rarement un mètre) à partir d'un rhizome. Ses feuilles sont linéaires et d'un vert brillant. Son inflorescence peut comporter jusqu'à cent petites fleurs à tépales blancs. On remarque une petite nervure rouge au-dessous avec des bourgeons jaunes. Les capsules mesurent 35 millimètres de longueur.
Le lis des steppes blanc de lait fleurit en mai et rarement fin avril.